# 马里乌什·尤拉西克
马里乌什·尤拉西克（波蘭語：Mariusz Jurasik，1976年5月4日—），波兰前男子手球运动员。他曾代表波兰国家队参加2008年夏季奥林匹克运动会男子手球比赛，获得第五名。